# Mark Taverner
Mark Adrian Taverner, född 8 juli 1954 i Plymouth, död där 18 oktober 2007, var en brittisk manusförfattare som skrev manus till både radioprogram liksom tv-program. Hans kanske mest kända skapelse är radioprogrammet och tv-serien Absolute Power som först sändes som radioprogram på BBC Radio 4 för att senare sändas som tv-program på BBC Two. Andra radioprogram är In the Red, In The Balance, In the Chair och In the End. Mark Taverner avled 18 oktober 2007 i cancer.